# Carl Häbler

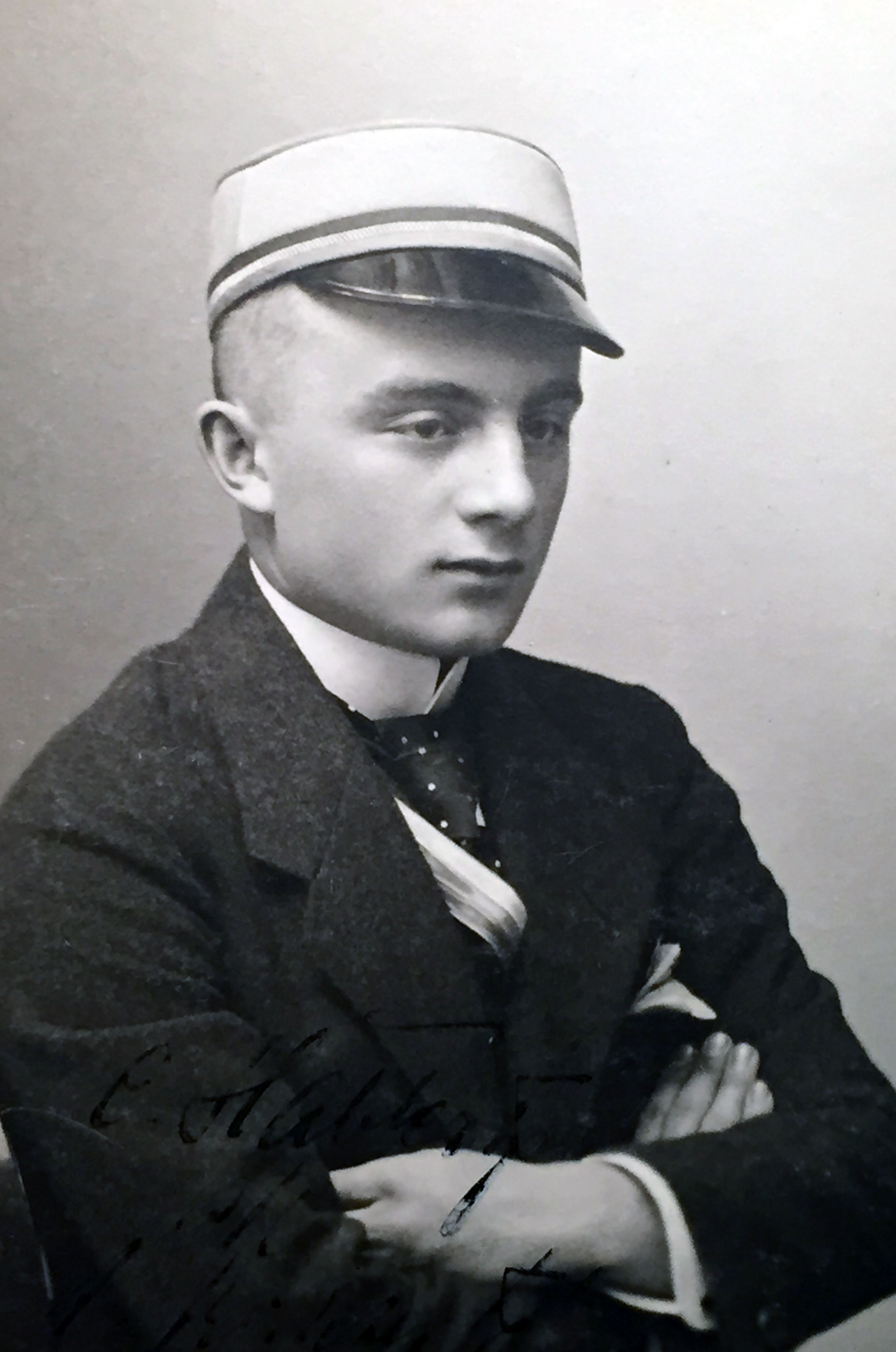
Carl Häbler (1912)

Carl Häbler (* 25. Januar 1894 in Halle (Saale); † 4. April 1956 in Hannover) war ein deutscher Chirurg.

## Leben
Als Sohn eines Chemikers und Fabrikdirektors wuchs Häbler in Forst (Lausitz) auf. Er besuchte das dortige Progymnasium und das Friedrich-Wilhelm-Gymnasium (Cottbus). Nach dem Abitur studierte er an der Universität Leipzig Medizin. 1912 wurde er im Corps Lusatia Leipzig recipiert. 1914 meldete er sich als Kriegsfreiwilliger an die Front. Als Feldunterarzt in einem Infanterie-Regiment wurde er mit beiden Klassen des Eisernen Kreuzes ausgezeichnet. Bei Kriegsende in britische Gefangenschaft geraten, verfasste er im Lager für die Aktiven seines Corps einen Leitfaden, den er nach seiner Rückkehr 1919 als „Schimmerbuch“ in Leipzig einführte. Als Richtschnur guten Benehmens wurde es 1964 von Erich Bauer in 4000 Exemplaren neu herausgegeben. Häbler wurde 1920 in Leipzig zum Dr. med. promoviert. Die chirurgische Ausbildung durchlief er an der Julius-Maximilians-Universität Würzburg. 1926 habilitierte er sich. In Würzburg wurde er auch zum a.o. Professor ernannt. Er befasste sich mit dem physikalischen Chemiker Heinrich Karl Wilhelm Schade.
Häbler trat zum 1. Mai 1933 der NSDAP bei (Mitgliedsnummer 3.061.419) und war Mitglied des Nationalsozialistischen Deutschen Ärztebundes. Im Heer war er Oberfeldarzt und Beratender Chirurg. Als einer der ersten Chirurgen berichtete er schon 1944 über seine Erfahrungen mit der Marknagelung nach Gerhard Küntscher. In der Nachkriegszeit kümmerte er sich um den Neuaufbau des Corps Misnia IV in Erlangen. Er erhielt ihr Band und chargierte als Lausitzer bei der Aufnahme der Meißner in die Lusatia-Leipzig zu Erlangen am 3. Dezember 1949. 1950 wurde er in Hannover Chefarzt der Chirurgie vom Clementinenhaus.

## Werke
- Physikalisch-chemische Probleme in der Chirurgie. Springer, Berlin 1930.
- Die Osteosynthese in der berufsgenossenschaftlichen Behandlung. Archiv für orthopädische und Unfall-Chirurgie 38 (1937), S. 283–289.
- Physiko-chemische Medizin nach Heinrich Schade. Steinkopff, Dresden Leipzig 1939.
- Marknagelung nach Küntscher bei Schaftbrüchen der langen Röhrenknochen, 2. Auflage. Urban & Schwarzenberg, Berlin 1950.